# Surround Yourself with Cilla
Surround Yourself with Cilla — четвёртый студийный альбом британской певицы Силлы Блэк, выпущенный 23 мая 1969 года на лейбле Parlophone Records. Это был первый альбом Силлы, записанный и выпущенный исключительно в стерео-формате, а также первый её альбом, не попавший в британский хит-парад. Название альбома перекликается с синглом «Surround Yourself with Sorrow», который ранее достиг третьей позиции в хит-параде UK Singles Chart. Для латиноамериканской аудитории была записана версия этой песни на итальянском языке — «Quando Si Spezza Un Grande Amore», текст к которой был написан Моголом. Шведская версия «Försök och sov på Saken» была записана Анни-Фрид Лингстад ещё до её успеха с группой ABBA.

## Переиздание
7 сентября 2009 года EMI Records выпустил специальное издание альбома, которое доступно только в формате цифрового скачивания. Данное переиздание включает в себя все оригинальные записи, ремастированные студией «Эбби-Роуд» с изначальных аудионосителей. Цифровой буклет переиздания, содержащий обложку альбома, трек-лист и редкие фотографии, доступен на сайте iTunes.

## Список композиций
Сторона 1
1. «Aquarius» (Галт Макдермот[англ.], Джером Рагни[англ.], Джим Радо[англ.])
2. «Without Him» (Гарри Нилссон)
3. «Only Forever Will Do (Prigioniero del Mondo)» (Карло Динида, Дон Блэк, Джиллио Рапетти)
4. «You’ll Never Get to Heaven (If You Break My Heart)» (Берт Бакарак, Хэл Дэвид)
5. «Forget Him» (Кенни Линч[англ.], Морт Шуман)
6. «It’ll Never Happen Again» (Тим Хардин)

Сторона 2
1. «Think of Me (Siamo Qui)» (C. Фишман, Фред Бонгусто)
2. «I Am a Woman» (Роджер Кук[англ.], Роджер Гринуэй[англ.])
3. «Words[англ.]» (Барри Гибб, Морис Гибб, Робин Гибб)
4. «Red Rubber Ball» (Брюс Вудли, Пол Саймон)
5. «Liverpool Lullaby» (Стэн Келли[англ.])
6. «Surround Yourself with Sorrow» (Билл Мартин[англ.], Фил Коултер[англ.])

## Участники записи
- Ведущий вокал: Силла Блэк
- Продюсер: Джордж Мартин
- Фотографии для обложки альбома: Фрэнсис Лони